# Episodi di Petrocelli (prima stagione)
La prima stagione della serie televisiva Petrocelli è stata trasmessa in anteprima negli Stati Uniti d'America dalla NBC tra l'11 settembre 1974 e il 2 aprile 1975.
| nº | Titolo originale              | Titolo italiano | Prima TV USA      | Prima TV Italia |
| -- | ----------------------------- | --------------- | ----------------- | --------------- |
| 1  | The Golden Cage               |                 | 11 settembre 1974 |                 |
| 2  | Music to Die By               |                 | 18 settembre 1974 |                 |
| 3  | By Reason of Madness          |                 | 25 settembre 1974 |                 |
| 4  | Edge of Evil                  |                 | 2 ottobre 1974    |                 |
| 5  | A Life for a Life             |                 | 9 ottobre 1974    |                 |
| 6  | Death in High Places          |                 | 23 ottobre 1974   |                 |
| 7  | The Double Negative           |                 | 30 ottobre 1974   |                 |
| 8  | Mirror, Mirror on the Wall... |                 | 6 novembre 1974   |                 |
| 9  | An Act of Love                |                 | 13 novembre 1974  |                 |
| 10 | A Very Lonely Lady            |                 | 27 novembre 1974  |                 |
| 11 | Counterploy                   |                 | 4 dicembre 1974   |                 |
| 12 | A Covenant with Evil          |                 | 18 dicembre 1974  |                 |
| 13 | The Sleep of Reason           |                 | 15 gennaio 1975   |                 |
| 14 | A Fallen Idol                 |                 | 22 gennaio 1975   |                 |
| 15 | Once Upon a Victim            |                 | 29 gennaio 1975   |                 |
| 16 | The Kidnapping                |                 | 5 febbraio 1975   |                 |
| 17 | A Lonely Victim               |                 | 19 febbraio 1975  |                 |
| 18 | The Outsiders                 |                 | 26 febbraio 1975  |                 |
| 19 | Vengeance in White            |                 | 5 marzo 1975      |                 |
| 20 | Four the Hard Way             |                 | 13 marzo 1975     |                 |
| 21 | Death in Small Doses          |                 | 27 marzo 1975     |                 |
| 22 | A Night of Terror             |                 | 2 aprile 1975     |                 |